# Silvia Munt
Silvia Munt (ur. 24 marca 1957 w Barcelonie) – hiszpańska aktorka i reżyserka filmowa.

## Filmografia

### Aktorka
- 1994: Namiętność po turecku jako Laura
- 1996: Ekstaza jako Lola
- 1991: Skrzydła motyla jako Carmen
- 1997: Sekrety serca jako Matka
- 2008: Pretexts jako Viena

### Reżyserka
- 1999: Lalia
- 2008: Pretexts

### Scenarzysta
- 2008: Pretexts

## Nagrody
- Nagroda Goya
  - Najlepsza aktorka: 1992 Skrzydła motyla
  - Najlepszy dokumentalny film : 2000  Lalia (film)Lalia